# Nachal Ziv
Nachal Ziv (hebrejsky נחל זיו) je vádí v jižním Izraeli, v severní části Negevské pouště.
Začíná v nadmořské výšce přes 150 metrů jižně od vesnice Pa'amej Tašaz, v mírně zvlněné bezlesé krajině, která díky soustavnému zavlažování ztratila převážně svůj pouštní charakter. Směřuje pak k západu, z jihu míjí vesnice Klachim a Ešbol, kde od severu zprava přijímá vádí Nachal Zada. Pak se stáčí k jihu a vede řídce osídlenou krajinou. Od severovýchodu zleva přijímá vádí Nachal Cejda. Severně od vesnice Ta'ašur ústí zprava do vádí Nachal Grar.